# Plymouth Road Runner
El Plymouth Road Runner es un automóvil deportivo tipo muscle car, producido por el fabricante estadounidense Plymouth, división de Chrysler. Estuvo a la venta en Estados Unidos entre 1968 y 1980. A pesar de que Plymouth ya contaba con el GTX que era de altas prestaciones, la idea del Road Runner era crear un auto que fuese capaz de recorrer el 1/4 de milla (402 m) en 14 segundos y que tuviese un precio inferior a US$3000 (equivalente a $26 285 en 2023). El mercado lo acogió muy bien y el modelo tuvo mucho más éxito que el GTX.

## Origen
El fabricante pagó US$50 000 en 1968 a Warner Brothers para poder usar los derechos sobre el nombre, el dibujo, además de la bocina con el sonido «beep-beep» del Road Runner, por el que la marca pagó US$10 000 para desarrollarlo, mismo que estaba basado en la serie de dibujos animados El Coyote y el Correcaminos, que intentaba capturarlo y nunca lo conseguía.

## Primera generación

### 1968
La firma presentó en 1968 el modelo, siendo un reciclado de partes preexistentes, pero combinadas de una manera única y efectiva, construido sobre la plataforma B-body de Chrysler que compartía con el GTX y el Satellite. Destacaba por ser un coche más sencillo, con un interior muy simple y muy pocas opciones.
Todo lo esencial para el rendimiento y el manejo se afianzó para la mejora en el rendimiento y desempeño, por lo que todo lo no esencial fue excluido. El interior era espartano, incluso carecía de alfombrillas en los primeros de modelos y se ofrecían pocas opciones disponibles. Tenía una palanca de cambios montada en el piso con un protector de caucho, de tal forma que un asiento no podía ser usado.
El primero de los modelos 1968, solamente estaba disponible como cupé de dos puertas, con un poste centeral entre la parte delantera y trasera de las ventanas, pero más adelante en el año, se ofreció un modelo Hardtop de dos puertas sin el poste central. Estaba basado en el Belvedere, mientras que el GTX estaba basado en el Satellite, un coche con un mayor nivel de acabado y ligeras diferencias en las rejillas y luces traseras.
El estándar era un motor V8 Chrysler B de 383 pulgadas cúbicas (6,3 litros) con 335 HP (340 CV; 250 kW) y 425 lb·pie (576 N·m) de par motor. Pagando un extra de US$714 podía equiparse con un V8 Hemi de 426 plg³ (7 litros) con 425 HP (431 CV; 317 kW) y 490 lb·pie (664 N·m) de par máximo. Esta potencia, combinada con el ligero peso del coche, hacía que recorriese el 1/4 de milla (402 m) en 13.4 segundos a 105 mph (169 km/h). Con este registro, se convirtió en uno de los mejores «muscle car». Plymouth esperaba vender 2000 unidades en 1968, pero al final vendieron la cantidad de 44 599 unidades. Hay que destacar que Dodge presentó el modelo Super Bee el mismo año.

### 1969

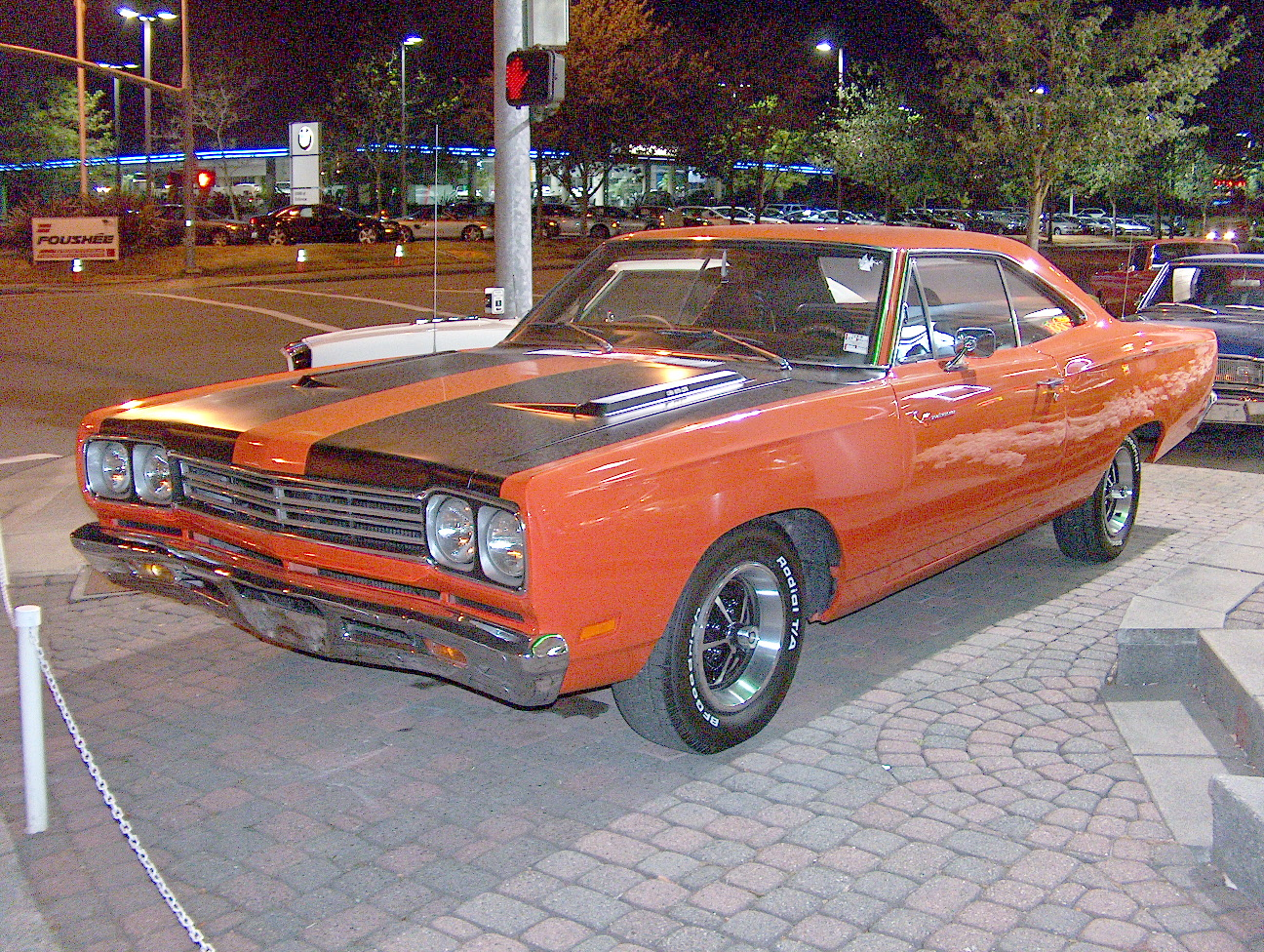
Modelo 1969 en Park Place, Bellevue (Washington)

El modelo 1969 mantuvo el mismo aspecto básico y fue ligeramente cambiado estéticamente, solamente se le modificaron algunos pequeños detalles, como luces traseras, asientos de cubo opcionales y las nuevas calcomanías "Road Runner". Se añadió una versión descapotable de la que se fabricaron menos de 2000 unidades y solamente nueve con la opción del V8 Hemi.
Un modelo con opción "Air Grabber" (código N96), fue presentado ese año, que consistió en un montaje de conductos de aire de fibra de vidrio atornillado debajo de la cubierta del cofre, que se conectaba a un par de rejillas gemelas de ventilación rectangulares orientadas hacia arriba en el cofre, con pantallas de ventilación en color rojo Rallye. La caja de fibra de vidrio del cofre, tenía una calcomanía con la imagen de un tiburón que decía "Air Grabber" al frente. Cuando se cerraba el cofre, se colocaba un sello de goma sobre el gran filtro de aire ovalado sin silenciamiento. El montaje conducía el aire directamente al motor. Las rejillas de ventilación podían ser abiertas y cerradas a través de una palanca colocada debajo del marco del panel de instrumentos, la cual estaba etiquetada con la leyenda: "aire del carburador". El diseño y la funcionalidad del "Air Grabber" se cambió después de 1969.
El V8 Chrysler B de 383 plg³ (6,3 litros) seguía como opción y se añadió un V8 Chrysler RB de 440 plg³ (7,2 litros) con triples carburadores de dos gargantas conocido como 440 "Six Pack", para que se pudiese clasificar como «Super Stock» en las carreras del “drag racing”. El motor 440 plg³ (7,2 litros) producía 390 HP (395 CV; 291 kW) y 490 lb·pie (664 N·m) a las 3200 rpm, que recorría el 1/4 de milla (402 m) en 13.1 segundos, superando las cifras del Hemi 426 plg³ (7 litros). Esta opción, junto a los dos motores mencionados anteriormente, ayudaron a Plymouth y Dodge a ser líderes en el mercado de los «dragstrip».
Una nueva opción con 440 plg³ (7,2 litros) equipado con triples carburadores de dos gargantas denominada "A12", fue agregada a la gama a mediados de año. Este "440 Six Pack" no tenía cubierta de ruedas ni tapacubos, solamente rines negros de acero estampado, de medidas 15 x 6 pulgadas (38,1 x 15,2 cm) "H" con tuercas cromadas. Su característica más destacable era un cofre abatible de fibra de vidrio color negro, con cuatro pernos y una gran toma de aire funcional, además de una calcomanía roja a cada lado que decía: "440 6BBL". Todos tenían un eje trasero Dana 60 con una relación de transmisión de 4.10. La producción de esta opción A12 fue de aproximadamente 1432 unidades, identificados con una "M" en el quinto carácter del número de chasis (VIN). Producía el mismo par máximo que el V8 Hemi, pero a un régimen de revoluciones más bajo. La revista Motor Trend le otorgó el título de coche del año en 1969. Sus ventas fueron de 82 109 unidades.

### 1970

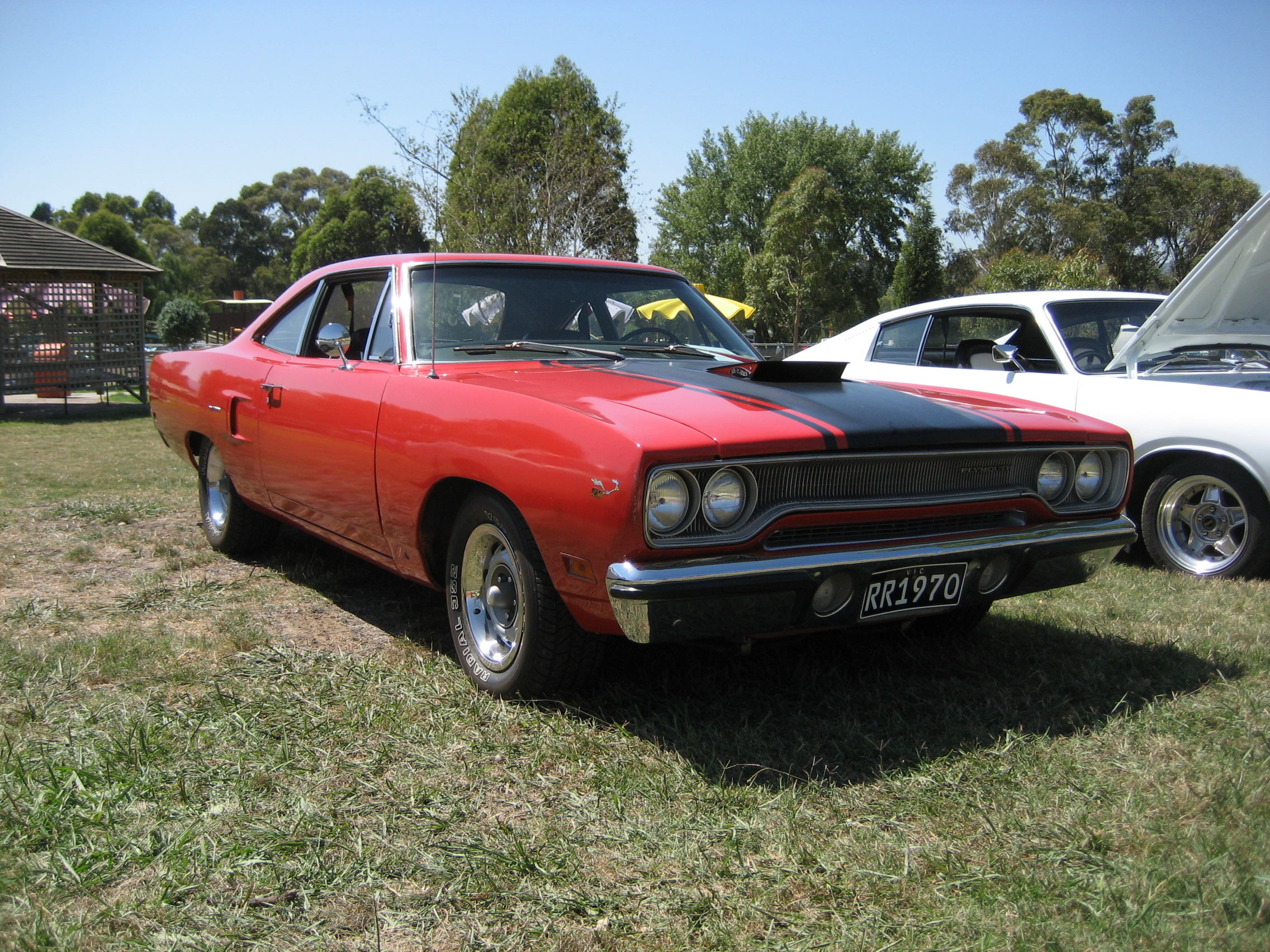
Modelo 1970

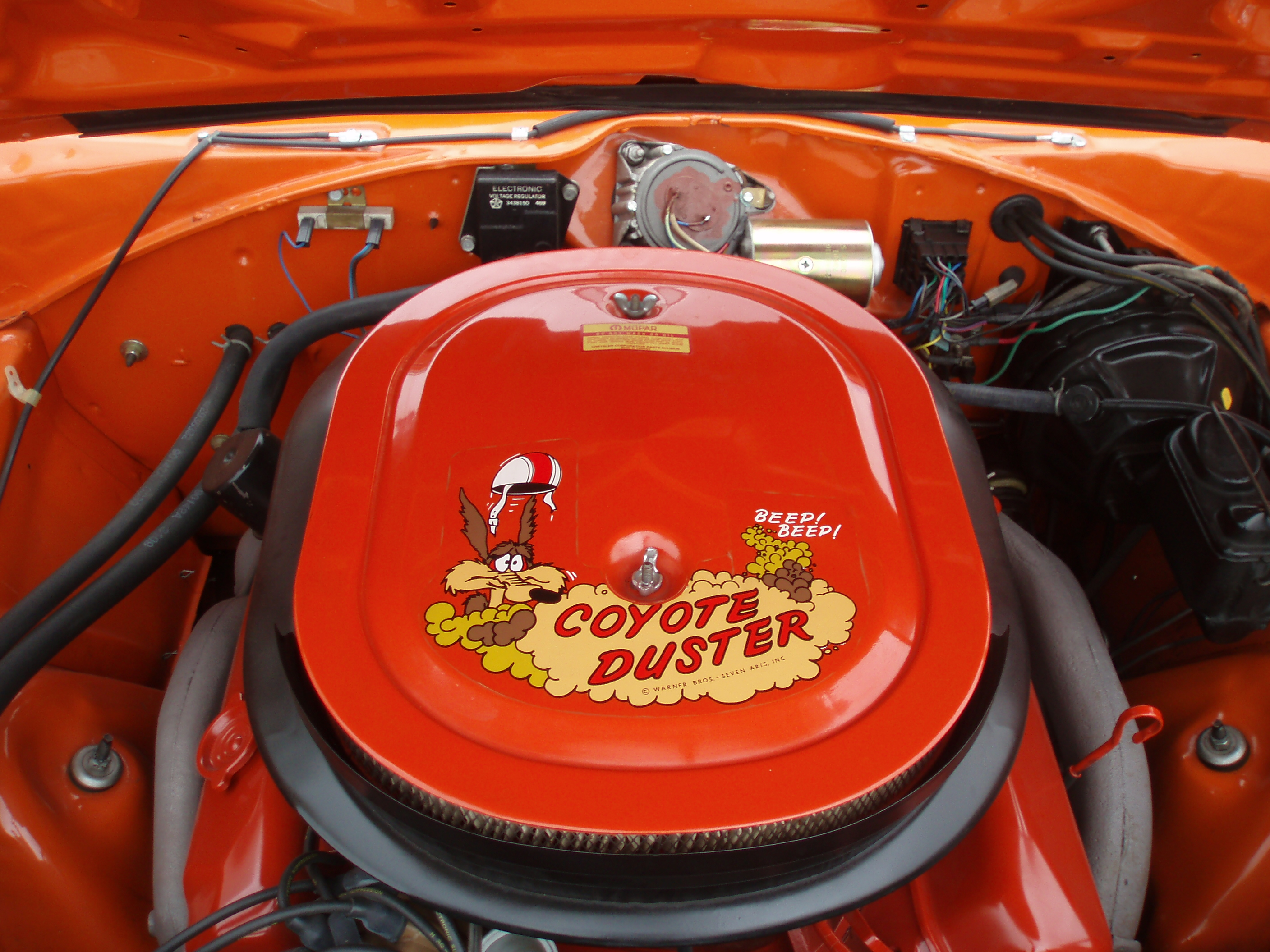
Tapa del filtro de aire de un modelo 1970 con la calcomanía "Coyote Duster", en el Día todo Americano de 2011, en el centro comercial Castle Towers de Castle Hill (Nueva Gales del Sur), Sídney, Australia

Este fue el último año de la primera generación. Era capaz de alcanzar una velocidad máxima de 150 mph (241 km/h) o al menos eso marcaba el límite de su velocímetro. Para el modelo básico se seguía ofreciendo el V8 de 383 plg³ (6,3 litros) con 335 HP (340 CV; 250 kW) a las 5200 rpm y una relación de compresión de 9.5:1, acoplado a una transmisión manual de tres velocidades que venía de serie, pero los clientes también podían ordenar la manual de cuatro velocidades al piso ("four-on-the-floor"), o bien, la automática Mopar TorqueFlite. Las versiones de las dos gamas más altas solamente estaban disponibles con estas dos últimas opciones. La versión media tenía el "Six Pack", nombrado así por los triples carburadores de dos gargantas (cada uno) alineados por encima del colector de admisión. Para la versión más alta se ofrecía el Hemi de 426 plg³ (7 litros), que casi lograba llegar cerca de un caballo de fuerza por pulgada cúbica, con 425 HP (431 CV; 317 kW).
Las opciones extra, tanto de conveniencia como de apariencia que se ofrecían, eran las siguientes: frenos de potencia, dirección hidráulica, aire acondicionado, toma de aire en el cofre "Air Grabber" rediseñada con una calcomanía del personaje "Wile E. Coyote" que decía "Coyote Duster" en la tapa del filtro de aire, control de velocidad automático, frenos de disco delanteros, desempañador de la luneta trasera, trompetas de escape en metal brillante, pernos de seguridad del cofre, control mecánico del espejo retrovisor lateral izquierdo, franjas de cinta laterales con la leyenda "Dust Trail", elevalunas eléctricos, asientos tipo baquet de vinilo, cojín central con reposabrazos abatible, tacómetro incluyendo reloj, paquete de equipo de carreras "Super Track Pak", transmisión automática TorqueFlite (dependiendo de otros equipamientos y motorización), transmisión manual (también dependiendo de otras variables) y diferencial trasero de posición de tracción "Sure-Grip" (agarre seguro). También se ofrecía con radio AM, AM/FM con tocacintas monofónico, o bien, AM/FM estéreo de estado sólido, pero sin tocacintas. Para el exterior, estaba disponible una generosa paleta de colores de 28 matices diferentes.
Con el motor Hemi, podía acelerar de 0 a 60 mph (97 km/h) en 5.6 segundos y al 1/4 de milla (402 m) en 13.49 segundos a 106 mph (171 km/h).
El resultado de ofrecer una versión descapotable fue una muy disminuida demanda y algo verdaderamente raros autos de producción. Solamente 658 descapotables fueron fabricados ese año y con el rediseño de 1971 se terminó con toda la producción de vehículos B-body a finales de 1970.
El 440 Six Pack era la opción más potente de Chrysler después del Hemi, con carburadores Holley que le daban su apodo, el cual producía 390 HP (395 CV; 291 kW) y 385 HP (390 CV; 287 kW) en 1971, con una relación de compresión de 10.3:1 y de 9.2:1 con carburadores de dos gargantas. Muchos estaban equipados con neumáticos Goodyear Polyglas.
Las características del exterior tenían una nueva hoja de metal, que incluía una nueva parrilla, parachoques, cofre y paneles cuartos. Una interesante opción era la calcomanía del icónico correcaminos con franjas a todo lo largo del auto, desde el parachoques delantero hasta el trasero.
La revista Motor Trend realizó una prueba en diciembre de 1969 contra el Chevrolet Chevelle SS 454 y el Ford Torino Cobra, en la que de 0 a 60 mph (97 km/h) cayó 0.6 segundos detrás de los otros dos modelos y finalizó segundo en el 1/4 de milla (402 m).
Las ventas totales cayeron más abajo de lo que habían sido en 1968, con 43 404 unidades.

#### Superbird

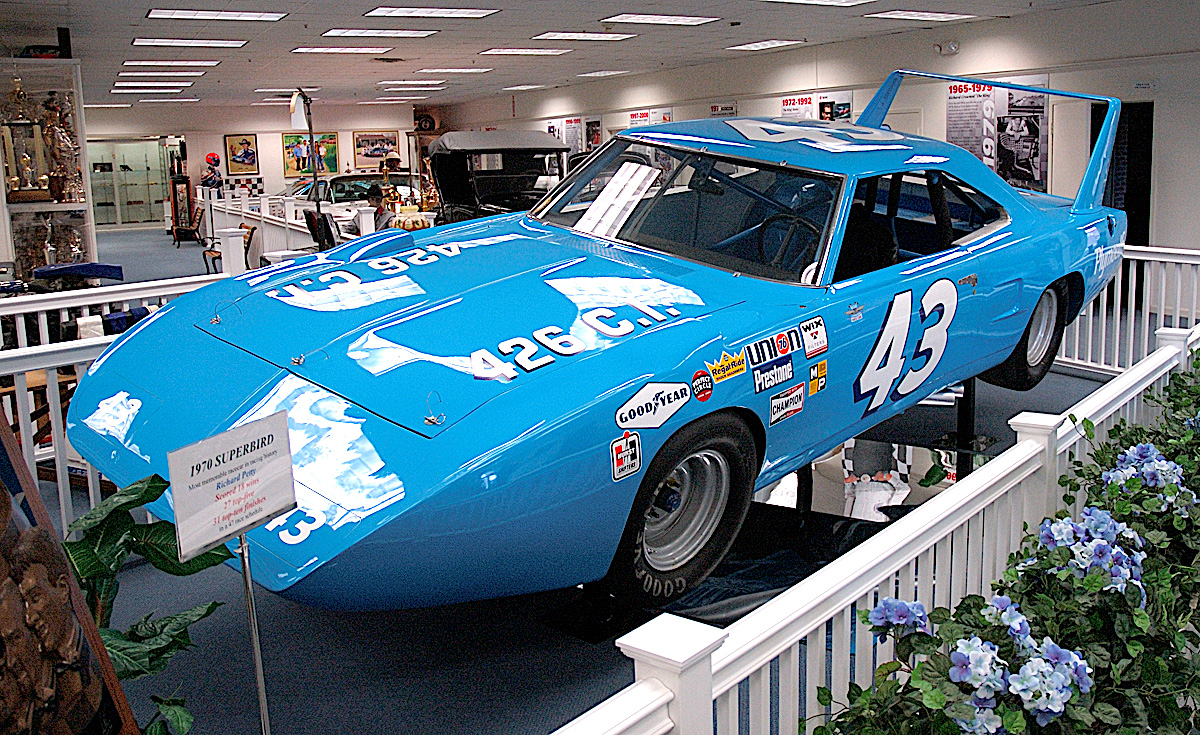
Superbird 426 de 1970 con el #43 de Richard Petty

En 1970 cambia su nombre por el de Superbird. Era parecido en diseño al Dodge Charger 500 Daytona y se presentó como vehículo de competición en la NASCAR y para ser vendido en las agencias Plymouth como automóvil de carreras homologado para la circulación en la calle.
Llegó a tener un alerón de 1,5 cm (0,6 pulgadas) con la carrocería del Road Runner de 1970, que alcanzaba una velocidad máxima de 150 mph (241 km/h).
Las opciones eran el bloque 383, el 440 Super Commando que producía 375 HP (380 CV; 280 kW), o bien, el Elefante de 426 plg³ (7 litros) Hemi. Su carrocería era sencilla, pero imponente combinada con elementos cromados y un ángulo inclinado de las ópticas delanteras y traseras, junto a una agresiva franja y sus originales sistemas de admisión de aire.
Se habían superado todas las expectativas con el Road Runner, pero la aerodinámica le penalizaba mucho y con esas carencias, no podrían disputar las series NASCAR. Dodge había conseguido un balance casi perfecto para dicha competición, mientras que el piloto de la marca, Richard Petty, pidió al fabricante un modelo parecido para poder participar en dicha competición. Como no lo tenían, Petty fue a Ford ese mismo año, mientras que Plymouth tuvo toda una temporada para realizar mejoras aerodinámicas y pruebas en el túnel de viento para desarrollar el Superbird, que compartía imagen con el Dodge Charger.
Para muchos, su aspecto podría parecer un deportivo tuneado, pero el morro puntiagudo que ocultaba sus faros, así como elementos aerodinámicos como las tomas de aire y el descomunal alerón trasero, convencieron a Richard Petty para volver a competir con Plymouth, así que con el Superbird se hizo historia. La participación en competiciones importantes de la época obligaba a su fabricante a producir un número definido de unidades de calle, que en ese caso fueron 1920. El año de 1970 fue el único de su comercialización y sus posibilidades mecánicas lo convirtieron en uno de los modelos más admirados del momento, así como uno de los más cotizados en la actualidad.
Los motores venían acoplados a una transmisión manual de cuatro velocidades o automática de tres, rines de 15 pulgadas (38,1 cm), frenos de disco, dirección asistida, ocho colores exteriores y dos interiores, entre otros equipamientos.

### Motorizaciones
| Código de motor   | Carburador                  | Cilindrada       | Diámetro x carrera                | Relación de compresión | Potencia máxima                    | Par máximo                      | Peso              |
| ----------------- | --------------------------- | ---------------- | --------------------------------- | ---------------------- | ---------------------------------- | ------------------------------- | ----------------- |
| Commando B-series | Carter de 4 gargantas       | 383 plg³ (6,3 L) | 4,25 x 3,38 plg (108 x 85,9 mm)   | 10.0:1                 | 335 HP (340 CV; 250 kW) @ 5200 rpm | 425 lb·pie (576 N·m) @ 3400 rpm | 1615 kg (3560 lb) |
| RB-series         | Carter de 4 gargantas       | 440 plg³ (7,2 L) | 4,32 x 3,75 plg (109,7 x 95,3 mm) | 9.7:1                  | 375 HP (380 CV; 280 kW) @ 4600 rpm | 480 lb·pie (651 N·m) @ 3200 rpm | 1838 kg (4052 lb) |
| A12 Six Pack      | 3 Holley de 2 gargantas     | 440 plg³ (7,2 L) | 4,32 x 3,75 plg (109,7 x 95,3 mm) | 10.5:1                 | 390 HP (395 CV; 291 kW) @ 4700 rpm | 490 lb·pie (664 N·m) @ 3600 rpm | 1558 kg (3435 lb) |
| Hemi Elephant     | 2 Carter AFB de 4 gargantas | 426 plg³ (7 L)   | 4,25 x 3,75 plg (108 x 95,3 mm)   | 10.2:1                 | 425 HP (431 CV; 317 kW) @ 5000 rpm | 490 lb·pie (664 N·m) @ 4000 rpm | 1928 kg (4251 lb) |

| Tipo                       | 1.ª  | 2.ª  | 3.ª  | 4.ª | Reversa | Final |
| -------------------------- | ---- | ---- | ---- | --- | ------- | ----- |
| Manual A-833               | 2.44 | 1.77 | 1.34 | 1   | 2.36    | 4.10  |
| Automática TorqueFlite 727 | 2.45 | 1.45 | 1    |     | 2.2     | 3.23  |

## Segunda generación

### 1971

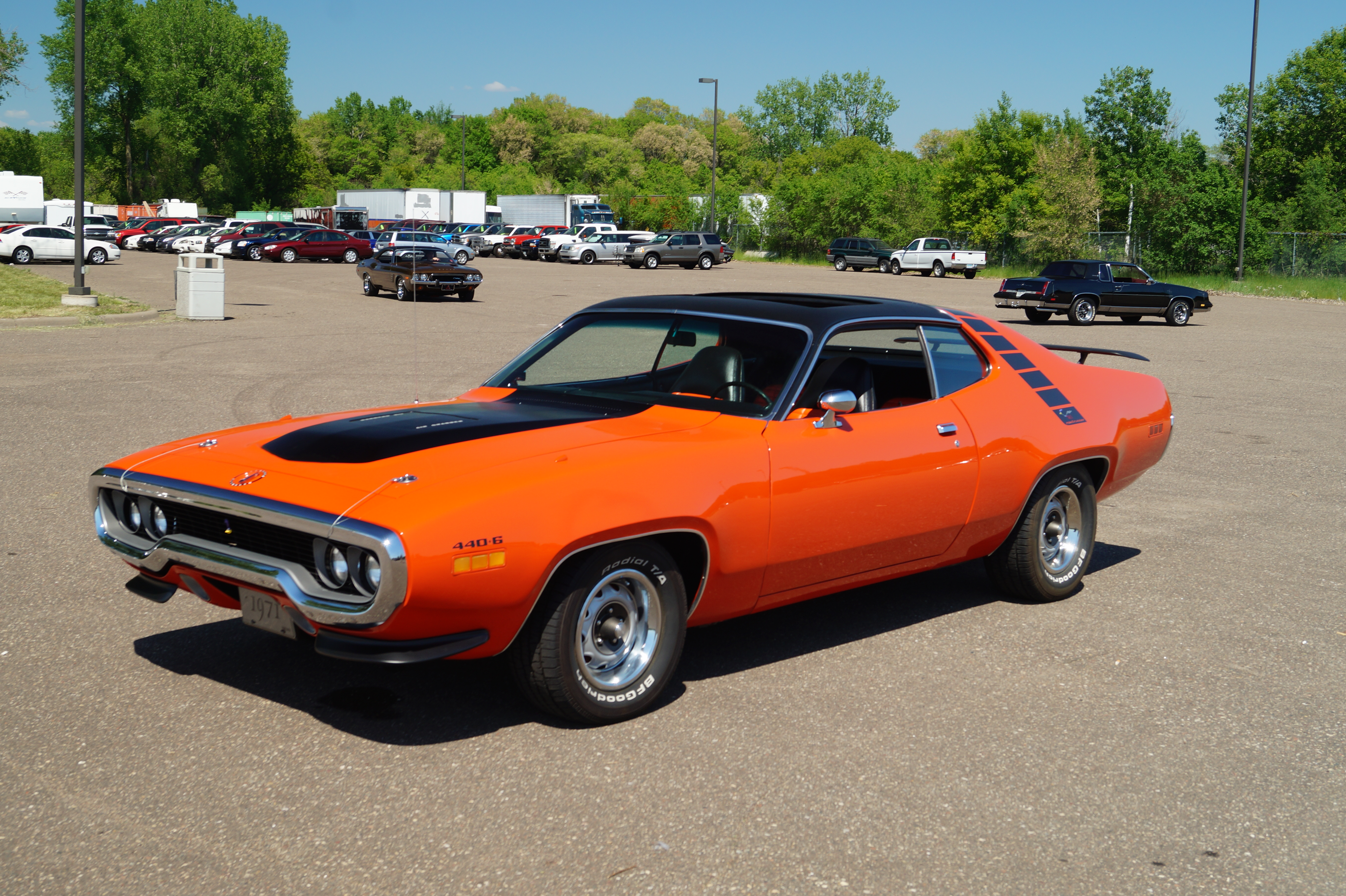
Modelo 1971 en Ham Lake (Minnesota)

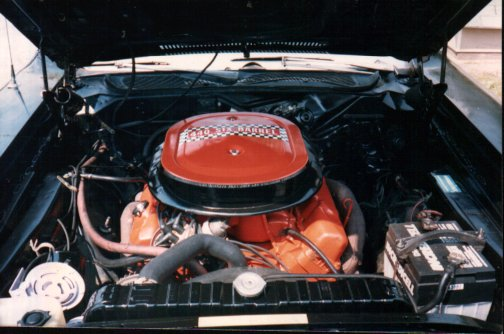
V8 440+6 en un modelo 1971

En 1971 se hizo un rediseño del modelo en la misma plataforma B-body y se le dio un diseño más aerodinámico. La versión descapotable no se comercializó. Este nuevo diseño perdió el carácter de los anteriores modelos, en parte por las nuevas normas de emisiones que obligaron a reducir la potencia. Fue diseñado por John Herlitz, el cual ya era mucho más agresivo, redondeado y atractivo, similar al Barracuda. El frente llevaba un panel cromado gigantesco que lucía como un parachoques integrado al casco del auto, pero que en realidad era solamente decorativo. La zaga lucía levantada parecido al Pontiac Firebird de la época, salvo que las líneas de guardabarros terminan en línea recta.
La diferencia más notable eran los motores, con el de 383 plg³ (6,3 litros) que disminuyó su potencia a 300 HP (304 CV; 224 kW), para luego aumentar su diámetro hasta 400 plg³ (6,6 litros) y, por primera vez, se presenta como opción uno de 340 plg³ (5,6 litros). También el V8 Chrysler RB de 440 plg³ (7,2 litros) con carburador de cuádruple cuerpo disminuyó en 5 HP (3,7 kW), que fue para el modelo «GTX».
La potencia se disminuyó más por los nuevos sistemas de cómputo de potencia SAE. Desapareció el 426 plg³ (7 litros) Hemi en 1972 y se fabricaron menos de cinco versiones del 440 plg³ (7,2 litros) "Six Pack" con triples carburadores de dos gargantas.
Opcionalmente se ofrecía el cofre con "Air Grabber", el cual se usaba para aspirar cuando la toma de aire estaba abierta. Ya no hubo descapotables de tamaño mediano, aunque Plymouth vendió en su lugar la opción de techo solar. La batalla se acortó de 116 a 115 pulgadas (294,6 a 292,1 cm). Las ventajas del rediseño de 1971 incluían una vía trasera 3 pulgadas (7,6 cm) más ancha para un mejor manejo, manijas de las puertas levantadas y cristales laterales sin ventilación para una mejor aerodinámica, con más alta velocidad máxima y reducción del ruido. También estaban disponibles volantes más fuertes.
Las ventas se desplomaron a 14 218 unidades en ese año, posiblemente al ser víctima de los altos recargos del seguro, tal vez debido al cambio de estilo.
Su éxito hubiera sido seguro de no ser por lo crítico del momento de su lanzamiento, un año marcado por las nuevas leyes federales de contaminación y la cercana crisis del combustible.

### 1972

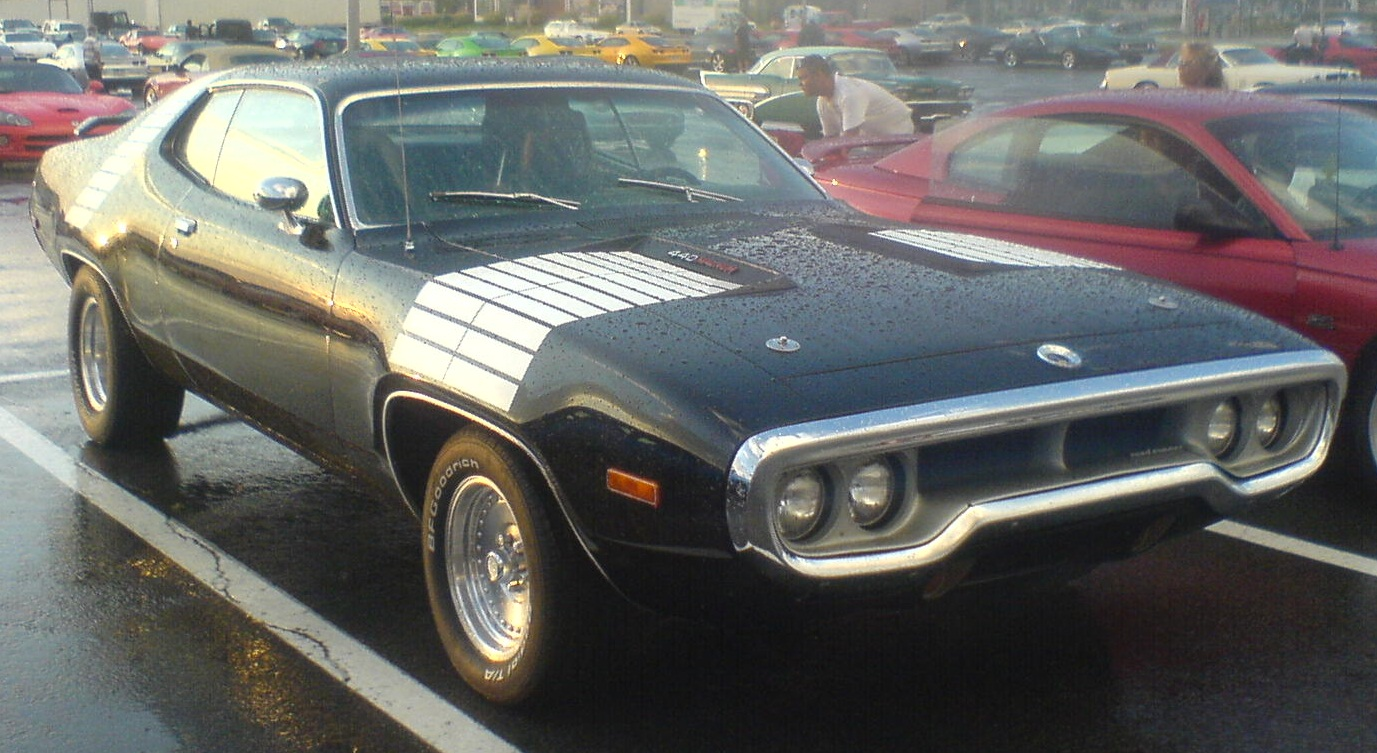
Modelo 1972 en Laval, Quebec, Canadá

El modelo 1972 era el mismo de 1971 con algún cambio en los acabados. Después de ese año, ya no se fabricaron más versiones 440 plg³ (7,2 litros) con transmisión manual de cuatro velocidades, a pesar de que se ofrecieron durante 1973 y 1974 con transmisión automática TorqueFlite 727. El 400 plg³ (6,6 litros) pasó a ser el más potente que se ofrecía con cuatro marchas. El motor base desapareció para dar paso a un 318 plg³ (5,2 litros).
Con barras estabilizadoras delante y detrás, al auto era tan ligero como muchos otros deportivos. La versión estándar con bloque grande de 400 plg³ (6,6 litros) producía 255 HP (259 CV; 190 kW) SAE netos. Se agregó encendido electrónico, una invención de Chrysler, cortando así costos de calibración e incrementando consistentemente la potencia usable. Las ventas en ese año fueron de 7628 unidades.
Recibió un parachoques trasero rediseñado y una nueva parrilla, marcadores laterales, neumáticos serie 60 y barra estabilizadora trasera. El parachoques delantero tenía dos espacios verticales para el gato hidráulico. Debido al incremento en los estándares de emisiones, tanto el 383 como el 426 Hemi se dejaron de ofrecer.
La parrilla fue rediseñada y las luces traseras fueron cambiadas para que coincidieran con la nueva apariencia aerodinámica de la parrilla. Las luces intermitentes laterales cambiaron de una posición empotrada lateralmente, a unidades montadas en la superficie adaptadas a través de toda la gama Chrysler para ese año. Los protectores de los parachoques incluyeron una cinta de goma envolviendo las luces traseras y otra debajo de la parrilla. Las grandes diferencias vinieron en el recorte de las opciones de rendimiento y desempeño. Los principales cambios fueron: la suspensión, las relaciones del eje trasero (con el más alto disponible de 3.55) y, el más notable de todos, las motorizaciones. El bloque pequeño de 340 plg³ (5,6 litros) y la versión de alto rendimiento de 440 plg³ (7,2 litros) con carburador de cuatro gargantas seguían estando disponibles, pero fue la última vez que se ofrecían con transmisión manual de cuatro velocidades. Todas las motorizaciones sufrieron una disminución en la relación de compresión para permitir el uso de gasolina sin plomo y cumplir con las regulaciones de emisiones. El de 440 plg³ (7,2 litros) con 280 HP (284 CV; 209 kW) fue la base para el GTX que ya no era un modelo por separado y estaba disponible de 1972 a 1974.

### 1973-1974
Los modelos 1973 y 1974, recibieron una nueva hoja de metal y tenían un estilo frontal cuadrado más convencional y los cambios a la parte trasera recordaban más de cerca a los modelos de cuatro puertas que a los de 1971 y 1972. Las opciones del interior incluían asientos de retención y elevalunas eléctricos, se ofrecían alfombrillas de felpa y cubre asientos, desplazando al auto a un nivel ligeramente más alto de lujo. El rediseño ayudó a incrementar las ventas, las cuales subieron un 40% sobre los modelos 1972. En las pruebas, los tiempos del 1/4 de milla (402 m) se estaban acercando a los 16 segundos, la velocidad máxima cayó a poco más de 125 mph (201 km/h) y el auto se movió fuera del estatus de "muscle car". Las motorizaciones básicas eran el de 318 plg³ (5,2 litros), pero equipados con escapes dobles que incrementaron la potencia a 170 HP (172 CV; 127 kW). Después de 1972, no se fabricó ninguna versión de 440 plg³ (7,2 litros) con transmisión manual de cuatro velocidades. El de 400 plg³ (6,6 litros) con código E68 de 260 HP (264 CV; 194 kW), fue el más grande que se ofrecía con transmisión manual de cuatro velocidades, el cual también se podía tener con los de 340 plg³ (5,6 litros) en 1973 y 360 plg³ (5,9 litros) en 1974. El de 318 plg³ (5,2 litros) estaba acoplado a una transmisión manual de tres velocidades como estándar, aunque se fabricaron muy pocos, mientras que la automática TorqueFlite era opcional. El de 440 plg³ (7,2 litros) que producía 280 HP (284 CV; 209 kW) seguía estando disponible, pero solamente estaba acoplado a la automática TorqueFlite 727, con eje trasero de agarre seguro de relación de transmisión 3.55. Las ventas totales en 1973 fueron de 17 400 unidades.
En 1974 hubo pocos cambios con una producción total de 9600 unidades, siendo este el último año como un verdadero auto de rendimiento. Era un clon virtual del Plymouth Satellite, al menos en el exterior. Carecía de un bloque grande y seguía estando disponible una edición Hurst de cuatro velocidades.

### Motorizaciones
| Código de motor | Carburador                  | Cilindrada       | Diámetro x carrera                | Relación de compresión | Potencia máxima                               | Par máximo                      | Peso              |
| --------------- | --------------------------- | ---------------- | --------------------------------- | ---------------------- | --------------------------------------------- | ------------------------------- | ----------------- |
| LA-series       | Carter BBD de 2 gargantas   | 318 plg³ (5,2 L) | 3,91 x 3,31 plg (99,3 x 84,1 mm)  | 8.6:1                  | 170 HP (172 CV; 127 kW) SAE netos @ 4000 rpm  | 270 lb·pie (366 N·m) @ 2000 rpm | 1681 kg (3706 lb) |
| LA-series       | Carter de 4 gargantas       | 340 plg³ (5,6 L) | 4,04 x 3,31 plg (102,6 x 84,1 mm) | 8.5:1                  | 240 HP (243 CV; 179 kW) SAE netos @ 4800 rpm  | 290 lb·pie (393 N·m) @ 3600 rpm | 1725 kg (3803 lb) |
| LA-series       | Carter de 4 gargantas       | 360 plg³ (5,9 L) | 4 x 3,58 plg (101,6 x 90,9 mm)    | 8.4:1                  | 245 HP (248 CV; 183 kW) SAE netos @ 4800 rpm  | 320 lb·pie (434 N·m) @ 3600 rpm | 1711 kg (3772 lb) |
| B-series        | Holley de 4 gargantas       | 383 plg³ (6,3 L) | 4,25 x 3,38 plg (108 x 85,9 mm)   | 8.5:1                  | 300 HP (304 CV; 224 kW) SAE brutos @ 4800 rpm | 410 lb·pie (556 N·m) @ 3400 rpm | 1714 kg (3779 lb) |
| B-series        | Carter TQ de 4 gargantas    | 400 plg³ (6,6 L) | 4,34 x 3,38 plg (110,2 x 85,9 mm) | 8.2:1                  | 260 HP (264 CV; 194 kW) SAE netos @ 4800 rpm  | 335 lb·pie (454 N·m) @ 3600 rpm | 1753 kg (3865 lb) |
| Hemi            | 2 Carter AFB de 4 gargantas | 426 plg³ (7 L)   | 4,25 x 3,75 plg (108 x 95,3 mm)   | 10.2:1                 | 425 HP (431 CV; 317 kW) SAE brutos @ 5000 rpm | 490 lb·pie (664 N·m) @ 4000 rpm | 1814 kg (3999 lb) |
| RB-series       | Carter TQ de 4 gargantas    | 440 plg³ (7,2 L) | 4,32 x 3,75 plg (109,7 x 95,3 mm) | 8.2:1                  | 280 HP (284 CV; 209 kW) SAE netos @ 4800 rpm  | 380 lb·pie (515 N·m) @ 3200 rpm | 1769 kg (3900 lb) |
| RB-series 440-6 | 3 Holley de 2 gargantas     | 440 plg³ (7,2 L) | 4,32 x 3,75 plg (109,7 x 95,3 mm) | 10.3:1                 | 385 HP (390 CV; 287 kW) SAE brutos @ 4700 rpm | 490 lb·pie (664 N·m) @ 3200 rpm | 1714 kg (3779 lb) |

| Tipo                       | 1.ª  | 2.ª  | 3.ª  | 4.ª | Reversa | Final |
| -------------------------- | ---- | ---- | ---- | --- | ------- | ----- |
| Manual                     | 2.55 | 1.49 | 1    |     | 3.34    | 3.23  |
| Manual                     | 3.08 | 1.7  | 1    | 2.9 | 3.55    |       |
| Manual A-833               | 2.44 | 1.77 | 1.34 | 1   | 2.36    | 4.10  |
| Automática TorqueFlite 727 | 2.45 | 1.45 | 1    |     | 2.2     | 3.23  |

## Tercera generación

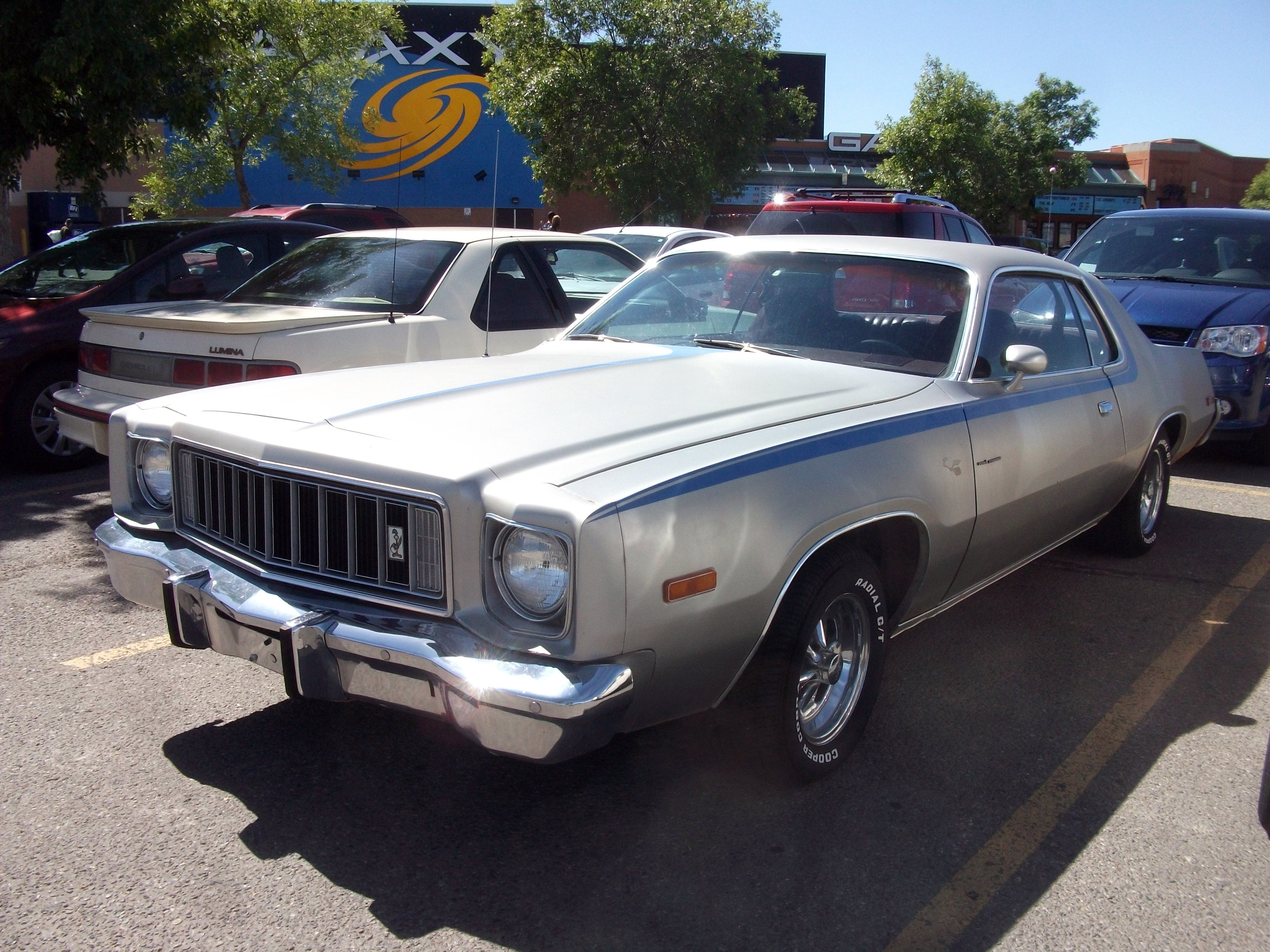
Modelo 1975

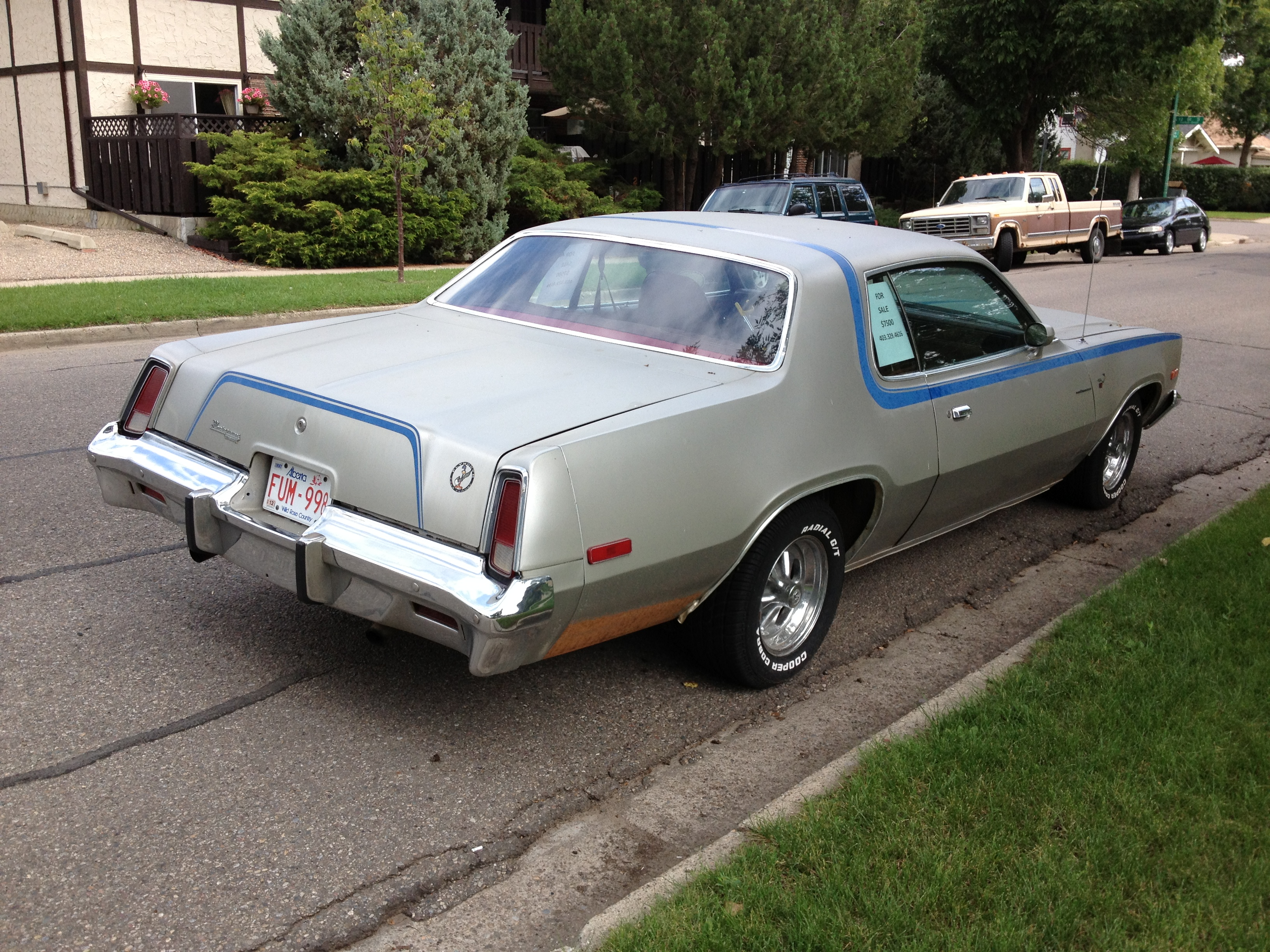
Vista trasera 3/4

El modelo 1975 fue modificado de nuevo, con un diseño basado en la plataforma B-body que se parecía más al Plymouth Fury o al nuevo modelo llamado "Gran Fury". Podía ser ordenado con nuevos interiores, un grupo del panel de instrumentos múltiple, asientos y elevalunas eléctricos. Venía con una parrilla en negro y un tratamiento especial con una franja en la parrilla para diferenciarlo del Fury, así como una suspensión de servicio pesado ("Heavy-duty") con barra estabilizadora delantera y trasera y rines "Rallye" de 14 a 15 pulgadas (35,6 a 38,1 cm). Como antes, la motorización estándar era el de 318 plg³ (5,2 litros) con carburador de cuatro gargantas y escape sencillo, que producía 145 HP (147 CV; 108 kW), aunque las opciones de motorizaciones eran extensas, con un 360 plg³ (5,9 litros) de dos gargantas que producía 170 HP (172 CV; 127 kW), otro de alto desempeño (con código E58), de cuatro gargantas y escape doble de 220 HP (223 CV; 164 kW), así como otros tres de 400 plg³ (6,6 litros).
Todas las opciones de motorización estaban limitadas a una transmisión automática TorqueFlite de tres velocidades, con el de 360 plg³ (5,9 litros) con código E58 y el de 400 plg³ (6,6 litros) disponibles con una relación de transmisión del eje trasero de 3.21. La motorización más potente disponible era el 400 plg³ (6,6 litros), con una potencia de solamente 190 HP (193 CV; 142 kW) y el 1/4 de milla (402 m) se conseguía en 16 segundos, mientras que el 440 plg³ (7,2 litros) se reservó para la policía, conocido como la opción del paquete A83 con 255 HP (259 CV; 190 kW), rines más anchos de 7 pulgadas (17,8 cm) y suspensión específica.
Un nuevo estilo llegó en 1975 con una estancia más formal, basado en la plataforma B-body, que podía ser ordenado opcionalmente con un interior más lujoso. El diseño era similar al Fury, diferenciándose de este por la parrilla en negro, un tratamiento especial de franjas y emblemas "Road Runner" alrededor del auto.
Solamente se fabricaron 7183 unidades, de las cuales, más del 50% venían con el bloque de 318 plg³ (5,2 litros).

### Motorizaciones
| Código de motor | Carburador            | Cilindrada            | Diámetro x carrera                | Relación de compresión | Potencia máxima (SAE netos)        | Par máximo (SAE netos)          | Peso              |
| --------------- | --------------------- | --------------------- | --------------------------------- | ---------------------- | ---------------------------------- | ------------------------------- | ----------------- |
| LA-series       | Carter de 2 gargantas | 318 plg³ (5,2 litros) | 3,91 x 3,31 plg (99,3 x 84,1 mm)  | 8.5:1                  | 135 HP (137 CV; 101 kW) @ 3600 rpm | 245 lb·pie (332 N·m) @ 1600 rpm | 1767 kg (3896 lb) |
| LA-series       | Carter de 2 gargantas | 318 plg³ (5,2 litros) | 3,91 x 3,31 plg (99,3 x 84,1 mm)  | 8.5:1                  | 150 HP (152 CV; 112 kW) @ 4000 rpm | 255 lb·pie (346 N·m) @ 1600 rpm | 1767 kg (3896 lb) |
| LA-series       | Carter de 2 gargantas | 360 plg³ (5,9 litros) | 4 x 3,58 plg (101,6 x 90,9 mm)    | 8.4:1                  | 180 HP (182 CV; 134 kW) @ 4000 rpm | 290 lb·pie (393 N·m) @ 2400 rpm | 1783 kg (3931 lb) |
| B-series        | Holley de 2 gargantas | 400 plg³ (6,6 litros) | 4,34 x 3,38 plg (110,2 x 85,9 mm) | 8.2:1                  | 165 HP (167 CV; 123 kW) @ 4000 rpm | 295 lb·pie (400 N·m) @ 3200 rpm | 1840 kg (4057 lb) |
| B-series        | Carter de 4 gargantas | 400 plg³ (6,6 litros) | 4,34 x 3,38 plg (110,2 x 85,9 mm) | 8.2:1                  | 190 HP (193 CV; 142 kW) @ 4000 rpm | 290 lb·pie (393 N·m) @ 3200 rpm | 1842 kg (4061 lb) |
| B-series        | Carter de 4 gargantas | 400 plg³ (6,6 litros) | 4,34 x 3,38 plg (110,2 x 85,9 mm) | 8.2:1                  | 235 HP (238 CV; 175 kW) @ 4200 rpm | 320 lb·pie (434 N·m) @ 3200 rpm | 1859 kg (4098 lb) |

## Volaré F-body

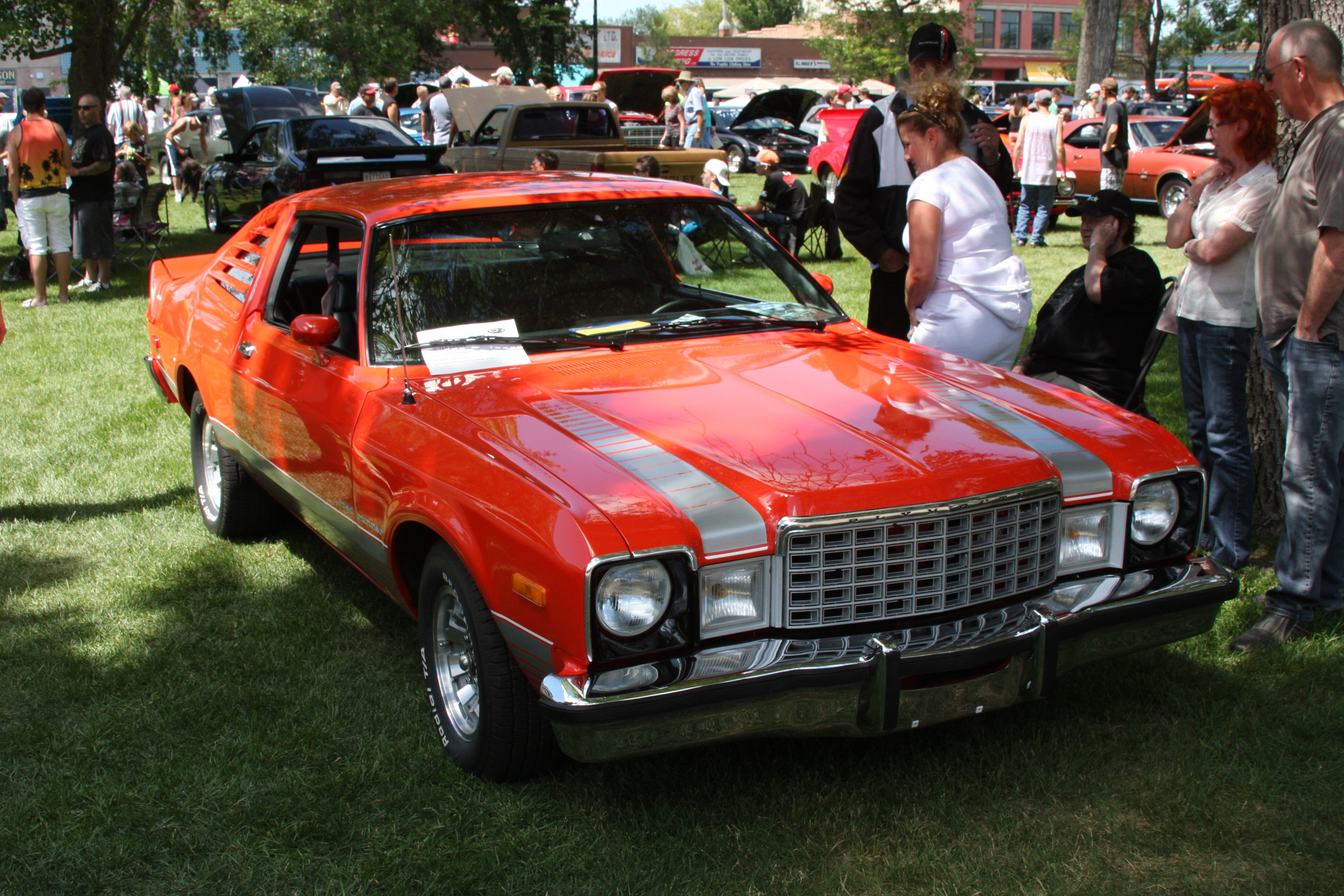
Modelo basado en el Volaré, en Lethbridge, Canadá

A partir de 1976 y hasta 1980, se sustituyó por los modelos Valiant /Duster, que estaban basados en la plataforma F y se le conoció como Volaré. El nuevo modelo era poco más que un paquete de adorno y de gráficos basado en un auto económico. Sin embargo, muchas partes de la suspensión fueron tomadas de los paquetes de policía. Eventualmente se ofreció con la opción de 360 plg³ (5,9 litros), pero con transmisión automática de tres velocidades y una potencia de 160 HP (162 CV; 119 kW). El mejor tiempo que se consiguió en el 1/4 de milla (402 m) fue de 16 segundos a 88 mph (142 km/h), mientras que la velocidad máxima era de 121 mph (195 km/h).
El modelo 1977 vio su el primer uso de una computadora de a bordo, conocida como el sistema "Lean Burn", que controlaba un carburador de cuatro gargantas con retroalimentación electrónica en el V8 de 360 plg³ (5,9 litros).
Para 1978 no hubo cambios significativos y hacia 1979, el 360 fue ofrecido con un carburador de cuatro gargantas y con escape doble, por lo que la potencia subió hasta 195 HP (198 CV; 145 kW). También se vio la introducción de un carburador de cuatro gargantas opcional para el V8 de 318 plg³ (5,2 litros). La producción total fue de 1000 unidades, aproximadamente. Mientras que era una sombra de las cifras de 1970, este desempeño fue al menos respetable para la época. Evidentemente no se puede comparar con los originales Road Runner, pero en su época seguía siendo un vehículo potente.
Continuó como parte del Volaré hasta que en 1980 se dejó de fabricar, así que desapareció sin dejar un digno sucesor que fuera tan potente.

### Motorizaciones
| Código de motor | Carburador                | Cilindrada       | Diámetro x carrera               | Relación de compresión | Potencia máxima (SAE netos)        | Par máximo (SAE netos)          | Peso              |
| --------------- | ------------------------- | ---------------- | -------------------------------- | ---------------------- | ---------------------------------- | ------------------------------- | ----------------- |
| LA-Series       | Carter BBD de 2 gargantas | 318 plg³ (5,2 L) | 3,91 x 3,31 plg (99,3 x 84,1 mm) | 8.5:1                  | 120 HP (122 CV; 89 kW) @ 3600 rpm  | 245 lb·pie (332 N·m) @ 1600 rpm | 1522 kg (3355 lb) |
| LA-Series       | Carter BBD de 2 gargantas | 318 plg³ (5,2 L) | 3,91 x 3,31 plg (99,3 x 84,1 mm) | 8.5:1                  | 135 HP (137 CV; 101 kW) @ 4000 rpm | 250 lb·pie (339 N·m) @ 1600 rpm | 1482 kg (3267 lb) |
| LA-Series       | Carter BBD de 2 gargantas | 318 plg³ (5,2 L) | 3,91 x 3,31 plg (99,3 x 84,1 mm) | 8.5:1                  | 140 HP (142 CV; 104 kW) @ 4000 rpm | 245 lb·pie (332 N·m) @ 1600 rpm | 1542 kg (3400 lb) |
| LA-Series       | Carter BBD de 2 gargantas | 318 plg³ (5,2 L) | 3,91 x 3,31 plg (99,3 x 84,1 mm) | 8.5:1                  | 145 HP (147 CV; 108 kW) @ 4000 rpm | 245 lb·pie (332 N·m) @ 1600 rpm | 1564 kg (3448 lb) |
| LA-Series       | Carter BBD de 2 gargantas | 318 plg³ (5,2 L) | 3,91 x 3,31 plg (99,3 x 84,1 mm) | 8.5:1                  | 150 HP (152 CV; 112 kW) @ 4000 rpm | 255 lb·pie (346 N·m) @ 1600 rpm | 1535 kg (3384 lb) |
| LA-Series       | 4 gargantas               | 318 plg³ (5,2 L) | 3,91 x 3,31 plg (99,3 x 84,1 mm) | 8.5:1                  | 155 HP (157 CV; 116 kW) @ 4000 rpm | 240 lb·pie (325 N·m) @ 2000 rpm | 1522 kg (3355 lb) |
| LA-Series       | Holley de 2 gargantas     | 360 plg³ (5,9 L) | 4 x 3,58 plg (101,6 x 90,9 mm)   | 8.4:1                  | 155 HP (157 CV; 116 kW) @ 3600 rpm | 275 lb·pie (373 N·m) @ 2000 rpm | 1589 kg (3503 lb) |
| LA-Series       | Carter de 4 gargantas     | 360 plg³ (5,9 L) | 4 x 3,58 plg (101,6 x 90,9 mm)   | 8.0:1                  | 160 HP (162 CV; 119 kW) @ 3600 rpm | 270 lb·pie (366 N·m) @ 1600 rpm | 1589 kg (3503 lb) |
| LA-Series       | 2 gargantas               | 360 plg³ (5,9 L) | 4 x 3,58 plg (101,6 x 90,9 mm)   | 8.4:1                  | 170 HP (172 CV; 127 kW) @ 4000 rpm | 280 lb·pie (380 N·m) @ 2400 rpm | 1560 kg (3439 lb) |
| LA-Series       | Carter TQ de 4 gargantas  | 360 plg³ (5,9 L) | 4 x 3,58 plg (101,6 x 90,9 mm)   | 8.0:1                  | 175 HP (177 CV; 130 kW) @ 4000 rpm | 275 lb·pie (373 N·m) @ 2000 rpm | 1589 kg (3503 lb) |
| LA-Series       | Carter TQ de 4 gargantas  | 360 plg³ (5,9 L) | 4 x 3,58 plg (101,6 x 90,9 mm)   | 8.0:1                  | 195 HP (198 CV; 145 kW) @ 4000 rpm | 280 lb·pie (380 N·m) @ 2400 rpm | 1563 kg (3446 lb) |

| Tipo                       | 1.ª  | 2.ª  | 3.ª | 4.ª  | Reversa | Final |
| -------------------------- | ---- | ---- | --- | ---- | ------- | ----- |
| Manual Overdrive-4         | 3.09 | 1.67 | 1   | 0.71 | 3       | 3.21  |
| Manual                     | 3.08 | 1.7  | 1   |      | 2.9     | 3.21  |
| Automática TorqueFlite 727 | 2.45 | 1.45 | 1   | 2.2  |         | 3.21  |

## En la cultura popular
- Durante los primeros cinco episodios de la serie de televisión Los Dukes de Hazzard, que fueron rodados en el Estado de Georgia, Estados Unidos, Daisy Duke, interpretada por la actriz Catherine Bach, conduce un modelo 1974 de color amarillo y franjas en negro.[51]
- En la serie animada de comedia Harvey Birdman, Attorney at Law, el personaje principal conduce un Road Runner modelo 1970 pintado igual que el de Daisy, pero con la cresta de Birdman y el Trío Galaxia en el cofre.[52]
- En un episodio de Los Simpson, Homero cuando era joven tenía un coche verde con el parachoques y el guardabarros trasero abollados, que se supone es un modelo 1970.[53]
- Mel Gibson conduce un modelo 1969 en una escena de la película de suspenso Payback.[9]
- Al final de la película The Fast and The Furious: Tokyo Drift, Dominic Toretto aparece como cameo conduciendo un modelo 1970 modificado, llamado "Hammer".[54]
- Un Superbird de 1970 aparece en la película Fast & Furious 6, el cual es conducido nuevamente por Dominic Toretto.[55]
- En la serie de animación japonesa Black Lagoon, los protagonistas de la empresa de transportes, que en realidad es de contrabando y piratería del mismo nombre, poseen un modelo 1968, el cual es destruido en un enfrentamiento y, posteriormente, adquieren un Pontiac GTO.[56]
- En las películas Cars y Cars 3, aparece un corredor llamado Strip "El Rey" Weathers con la forma del coche derivado del Superbird de 1970.[57]
- En un episodio del programa de televisión de telerrealidad Pawn Stars, o más conocido como El precio de la historia, aparece un modelo 1969.[58]
- También está presente un modelo 1968-1970 en una infinidad de franquicias de videojuegos de carreras, tales como: Need for Speed: Carbon, Need for Speed: ProStreet, Need for Speed: World, Grand Theft Auto, The Crew 2, Forza Horizon 2, en la serie de Gran Turismo y muchos más.[59]